# گالونگ‌گونگ
کوه گالونگ‌گونگ (اندونزیایی: Gunung Galunggung)؛ که قبلاً گالن گونگ نوشته می‌شد، یک آتشفشان چینه‌ای (استراتووولکانو) فعال در جاوه غربی، در اندونزی است، در حدود ۸۰ کیلومتری (۵۰ مایل) جنوب شرقی مرکز استان جاوهٔ غربی، باندونگ (یا حدود ۲۵ کیلومتر (۱۶ مایل)) تا شرق شهر تاسیک‌مالایای جاوه غربی قرار دارد. کوه گالونگ‌گونگ بخشی از کمان ساندا است که دامنهٔ آن از مسیر سوماترا، جاوا و بالی امتداد دارد، که حاصل فرورانش صفحه استرالیا در زیر صفحه اوراسیا است. آتشفشان گالونگ‌گونگ نخستین فوران تاریخی خود را در سال ۱۵۰۰ داشت که باعث ایجاد جریان‌های آذرآواری و گل‌رود (لاهار) شد که کشته شدن ۴۰۱۱ نفر را سبب شد.
برای نخستین بار از سال ۱۹۸۲؛ پس از پایان فوران‌ها و به نظر رسیدن شرایط عادی، در ۱۲ فوریه ۲۰۱۲، براساس تغییر شرایط، وضعیت به «هشدار» ارتقا یافت. در ۲۸ مه ۲۰۱۲، از ۲ به ۱ کاهش یافت (در مقیاس ۱–۴).